# Zoophthorus platygaster
Zoophthorus platygaster är en stekelart som först beskrevs av Otto Schmiedeknecht 1897.  Zoophthorus platygaster ingår i släktet Zoophthorus och familjen brokparasitsteklar. Inga underarter finns listade i Catalogue of Life.